# Ода Нобусада
Ода Нобусада (активан 1504-1530, умро после 1552) био је јапански великаш (даимјо) и деда Ода Нобунаге, једног од ујединитеља Јапана у периоду Сенгоку (1467-1615).

## Биографија
Ода Нобусада, познат у хроникама и под именом Гецуган, био је један од мањих великаша из провинције Овари (западни део данашње префектуре Аичи). Иако је титула војног гувернера (шуго-а) провинције Овари у току Сенгоку периода званично припадала старој аристократској породици Шиба (рођацима шогуна Ашикага), стварна власт била је у рукама њихових пређашњих вазала, подгувернера (шугодај-а) из породице Ода. Четири горња (северна) округа провинције била су под управом Ода из замка Ивакура, а четири доња (јужна) припадала су Одама из замка Кијосу.
Ода Нобусада није припадао владајућој грани породице, већ је био вазал својих моћнијих рођака, Ода из Кијосу-а, и служио је као један од три окружна надзорника (буђо) јужног Оварија. Између 1504. и 1520. подигао је замак Шобата (у преводу, Поље соли) на обали реке Нико, на западној граници Оварија и утемељио сопствени феудални посед. Имао је петорицу синова, по имену Нобухиде, Нобујасу, Нобумицу, Нобуцугу и Нобузане. Најстарији син, Ода Нобухиде, наследио га је као господар замка Шобата око 1530, док се Нобусада добровољно повукао са власти на положај синовог саветника. Препуштање власти над поседом наследнику за живота оца било је уобичајена пракса у Јапану тог времена, пошто се 40-50 година живота у то време сматрало поодмаклом старошћу. Познато је да је још увек био жив у време синове смрти 1552, и да је учествовао у избору Ода Нобунаге за наследника породичног поседа.